# Mjølfjell Station
Mjølfjell Station (Mjølfjell stasjon) er en jernbanestation på Bergensbanen, der ligger i Raundalen i Voss kommune i Norge. Stationen består af to spor, en perron og en stationsbygning samt pakhus i rødmalet træ. Stationen er opkaldt efter Mjølfjellet (1470 m) sydøst for den. Der ligger ca. 500 hytter i området, hvor der er gode muligheder for at gå tur. Desuden er der en butik, kapel, ungdomsherberg og et militært skydeterræn.
Stationen åbnede som holdeplads 10. juni 1908 og blev opgraderet til station i 1918. Den blev fjernstyret 18. december 1981, og 1. juni 1989 blev den gjort ubemandet.